# Audizione
Un'audizione (o provino, in inglese casting) è un esempio di performance artistica di un attore, cantante, musicista, ballerino, ecc. allo scopo di entrare a far parte di un organico artistico. Solitamente l'aspirante esegue davanti ad una giuria un pezzo imparato in precedenza o assegnato poco prima dagli esaminatori stessi. In alcuni casi, come con un acrobata, al singolo può essere chiesto di dimostrare una serie di competenze professionali. Agli attori può essere chiesto di presentare un monologo, i cantanti eseguiranno una canzone di musica popolare o classica, mentre un ballerino presenterà un numero teatrale in uno stile specifico, come la danza, il tip tap o l'hip-hop, o mostrerà la sua capacità di apprendere rapidamente un pezzo coreografico.
L'audizione è un processo sistematico, in cui i professionisti del settore selezionano gli artisti; è in qualche modo l'analogo del colloquio di lavoro. I professionisti del settore deputati a questo processo sono i direttori casting (in inglese casting directors). In un'audizione, il datore di lavoro esamina la competenze dell'aspirante per soddisfare le esigenze del lavoro e valuta come l'individuo prenderà le direttive e affronterà i cambiamenti. Dopo alcune audizioni, una volta che l'artista ha dimostrato le proprie abilità, la giuria può fare alcune domande, che somigliano a quelle usate nei colloqui di lavoro standard (ad esempio, riguardo alla disponibilità).
Ci sono vari motivi per cui un'audizione viene richiesta all'interno del mondo delle arti dello spettacolo. Spesso alcuni gruppi o imprese lavorative utilizzano le audizioni per selezionare gli artisti per gli spettacoli o le produzioni in programma.

## Recitazione

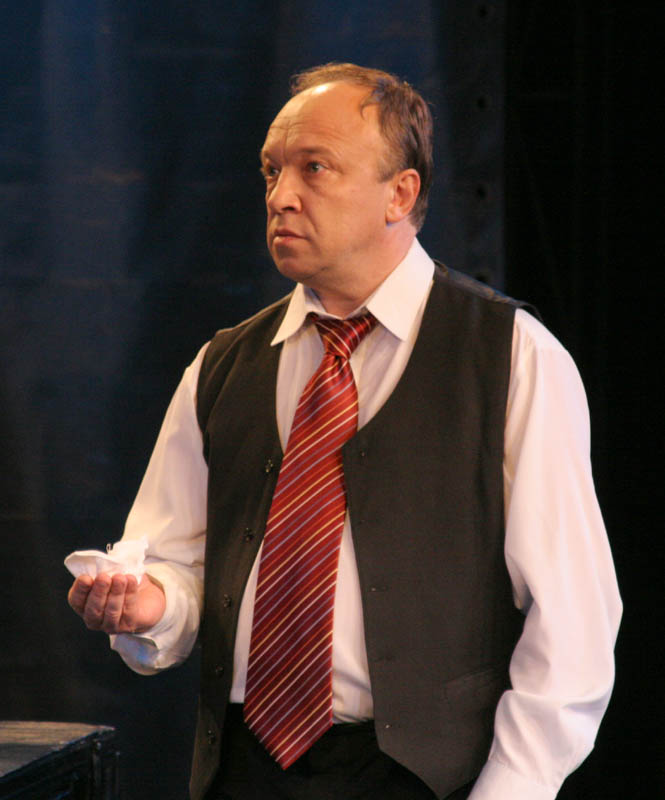
Per gli attori, monologhi e discorsi sono il "biglietto da visita" che usano per dimostrare le proprie capacità alla giuria.

Per gli attori di teatro, cinema e TV, l'audizione è "un processo sistematico, in cui i professionisti del settore prendono le decisioni finali riguardanti l'assegnazione di una parte. Professionisti del settore possono consistere in registi, produttori, rappresentanti o direttori di agenzia". Nel cinema e nella televisione, l'audizione è chiamata screen test (prova di schermo); è girata in modo tale che il regista, o il casting director, possa vedere come l'attore appare sullo schermo.

## Musica

### Musica popolare

#### Cantanti

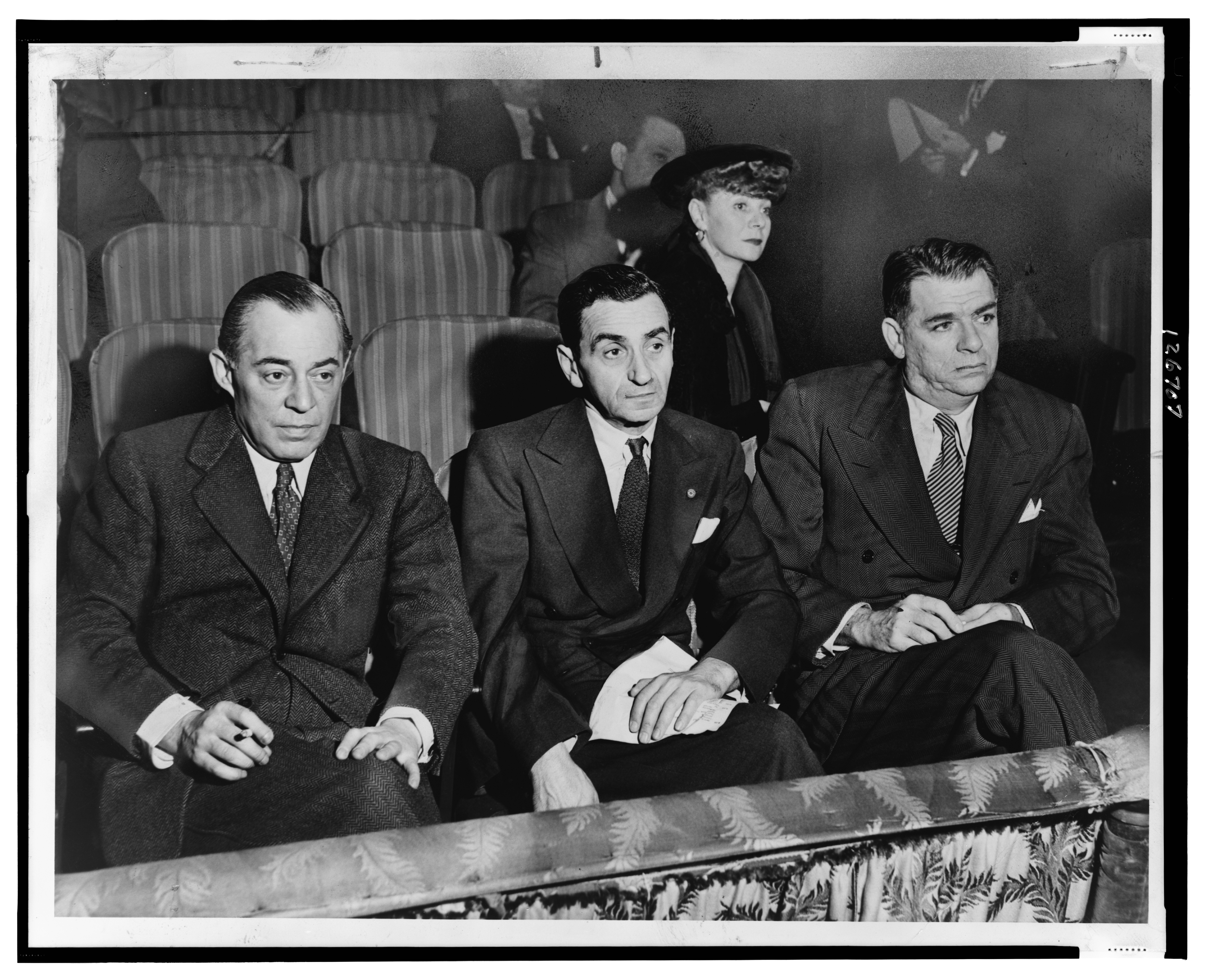
Irving Berlin, Rodgers, Hammerstein, e Helen Tamiris guardano audizioni di musica a teatro

Per il rock, country, e altre forme di musica popolare, le audizioni sono usate per testare la bravura di uno strumentista o cantante ad eseguire un particolare stile di musica, o stili diversi. Un cantante che aspira a un ruolo in un musical non dovrebbe obbligatoriamente, salvo istruzioni contrarie, saper cantare l'opera o la musica country, e un musicista che aspira a un posto in un'orchestra non dovrebbe necessariamente saper suonare il rock.

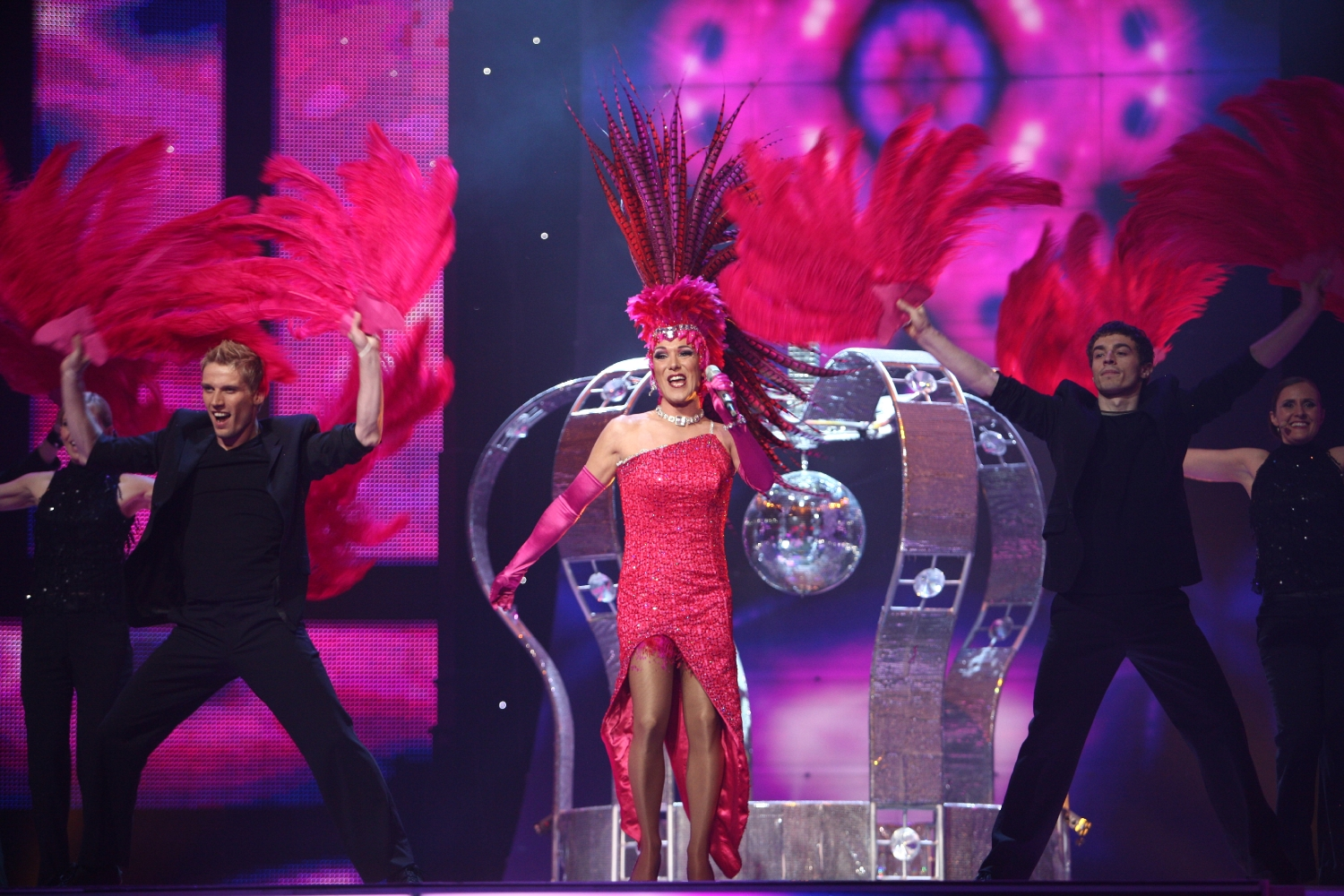
Un concorrente all'Eurovision Song Contest cerca di impressionare i giudici alla sua audizione

Per i ruoli minori in una grande realizzazione, sono tenute audizioni nelle quali si mettono in mostra molti artisti inesperti o aspiranti tali.

### Musica colta
Nella musica classica, le audizioni sono usate per selezionare i candidati per i posti da strumentisti in gruppi da camera o orchestre o come solisti, e per selezionare i cantanti per i posti da membri di un coro o, ancora, come solisti.

#### Strumentisti

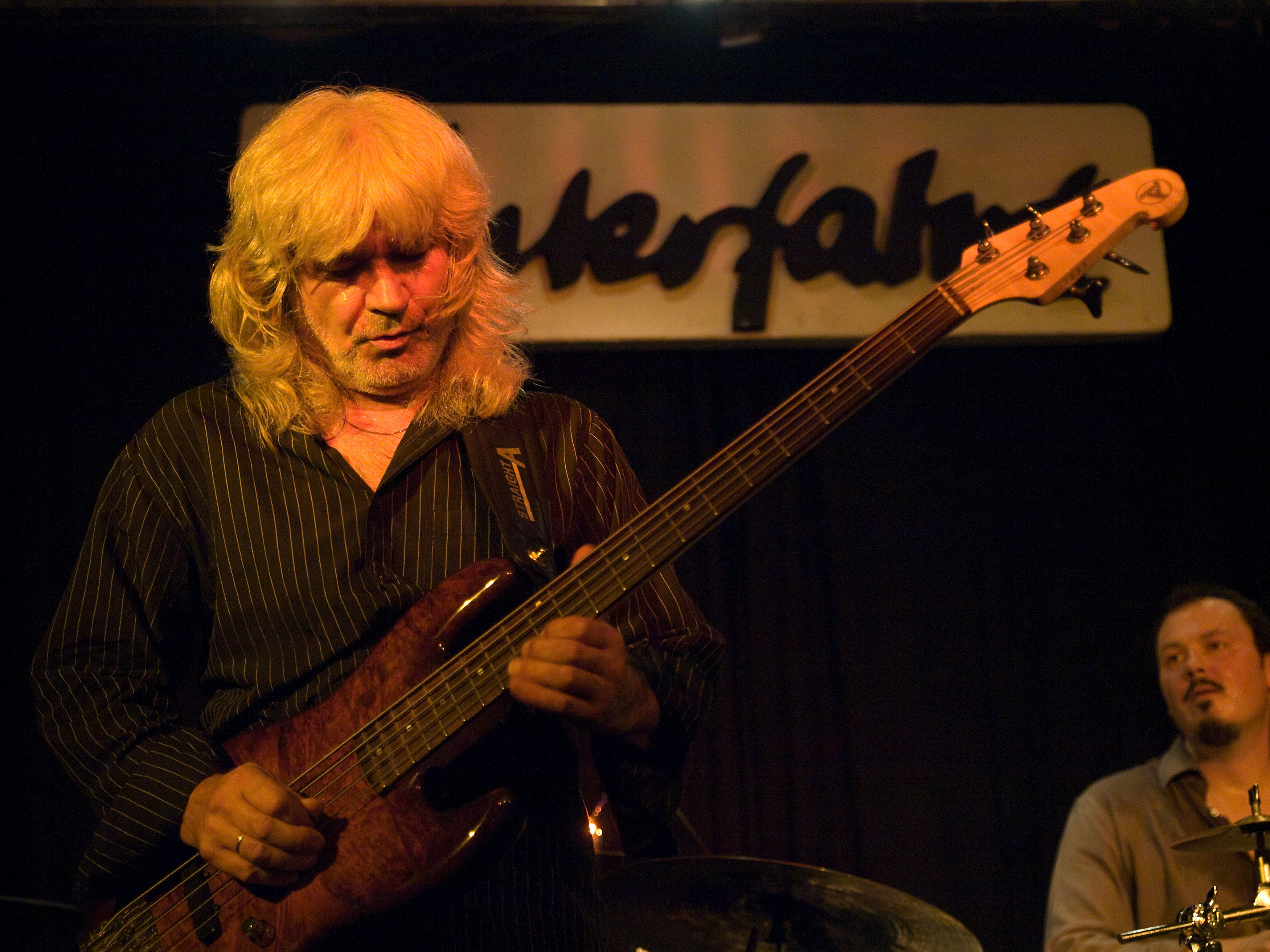
Wolfgang Schmid

Nella musica classica, ogni tipo di strumento o voce ha un repertorio standard di musica che di solito è richiesto alle audizioni.

#### Cantanti
Vi è un repertorio standard della letteratura vocale per ogni tipo di voce (ad esempio soprano, contralto) che viene utilizzato durante le audizioni per cantanti.
Nel teatro musicale o nella musica pop, c'è molta contaminazione tra i ruoli di danza e di canto. Quasi sempre, ai danzatori impegnati in questo tipo di performance, vengono richieste doti canore per poter essere inseriti nel coro (per cantare linee vocali che armonizzano o accompagnano il canto del solista). In rari casi viene richiesto ai danzatori di dimostrare la loro capacità nel suonare strumenti musicali, in quanto ci sono alcune produzioni che richiedono ai danzatori-attori di suonare durante lo spettacolo come accade, ad esempio, nell'Opera da tre soldi di Bertolt Brecht.
Nel teatro musicale e nel musical è spesso richiesta l'unione tra doti di danzatore e di attore; ai danzatori viene quindi richiesto di essere in grado di sostenere una parte recitata.
Alcune tra le maggiori compagnie di danza indicono annualmente le cosiddette "open calls", audizioni aperte dove tutti (o quasi tutti) i danzatori interessati possono dimostrare le loro capacità nella danza. Solitamente, durante questo tipo di audizioni, a tutti gli aspiranti viene insegnata una routine da un coreografo e l'intero gruppo performa la medesima coreografia, mentre la commissione valuta i danzatori. Essere notato alle open calls può essere difficile anche per alcuni bravi danzatori; per questo motivo alcuni insegnanti di danza incoraggiano i loro allievi più dotati a fissare appuntamenti individuali con le compagnie di danza, in modo da avere maggiore attenzione da parte della commissione interna.

## Circhi e parchi di divertimento

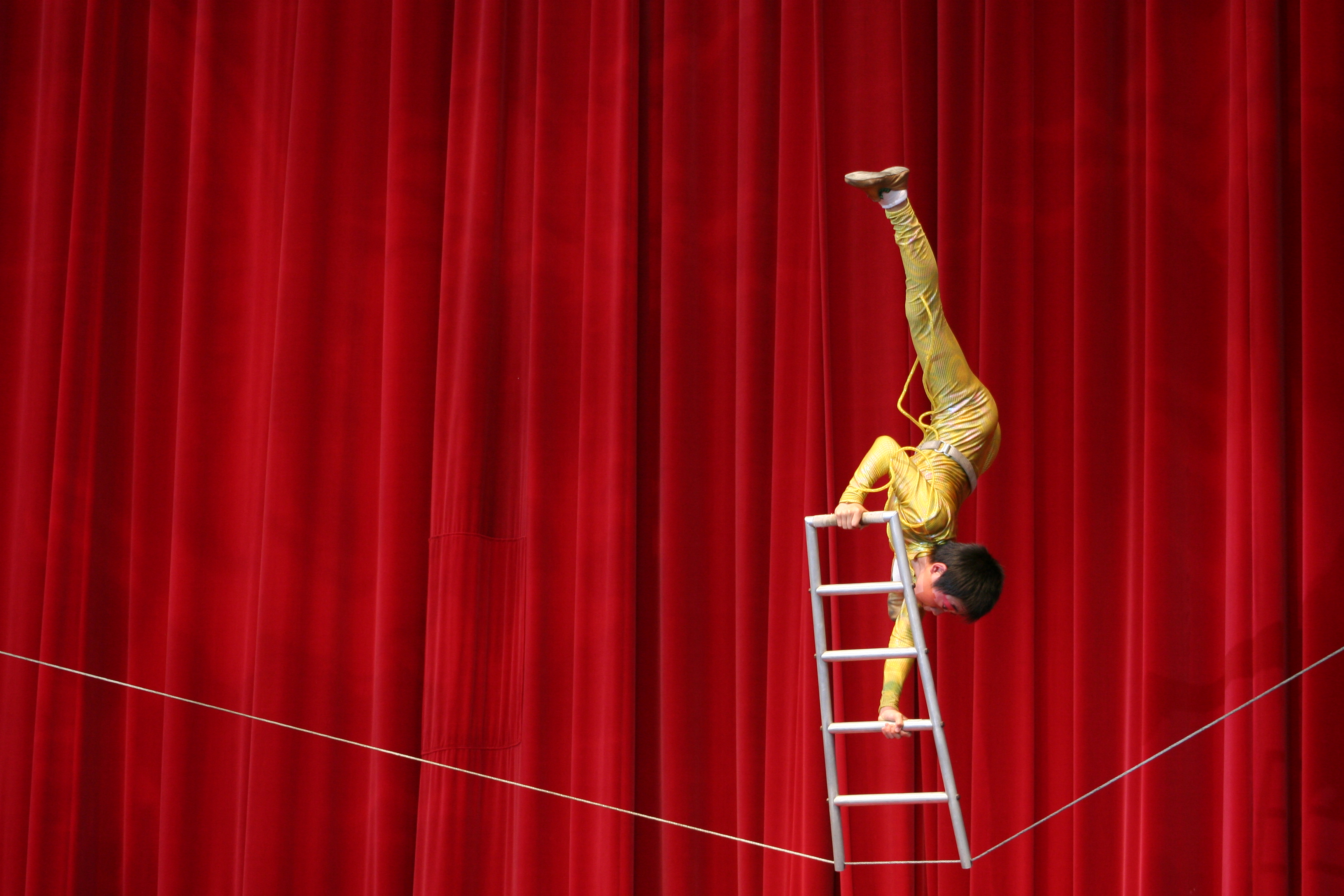
Acrobata

## Modelling

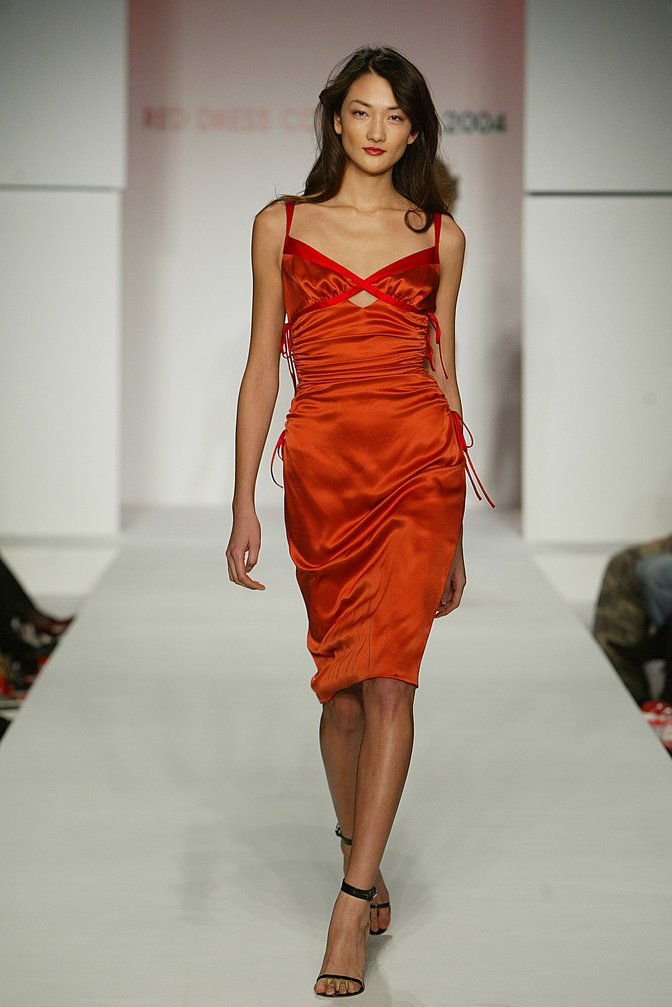
Ai Tominaga, Red Dress Collection, 2004